# Моделирование «Милленниум»
Моделирование «Милленниум» (англ. Millennium simulation) — N-частичное моделирование, проведённое Консорциумом Девы с целью изучения формирования крупномасштабной структуры Вселенной в стандартной космологической модели.

## Принципы моделирования
«Милленниум» моделировал формирование структур в кубе размером 2 миллиарда световых лет. Для Вселенной предполагалась стандартная космологическая модель с плотностью материи {\displaystyle \Omega _{m}=0.25}, плотностью тёмной энергии {\displaystyle \Omega _{\Lambda }=0.75}, постоянной Хаббла {\displaystyle h=0.73} и нормировкой начальных флуктуаций плотности {\displaystyle \sigma _{8}=0.9}. Начальные флуктуации плотности росли благодаря джинсовской неустойчивости, что в конце концов приводило к формированию структур на различных масштабах: от войдов и скоплений галактик до гало отдельных галактик и даже карликовых галактик-спутников.
Вычисления производились с помощью компьютерного кода GADGET-2. Расчёты на суперкомпьютере в Гархинге заняли более месяца.
Результаты были опубликованы в журнале Nature в 2005 году. Теперь они широко используются для сравнения с наблюдательными данными, а также как граничные условия для более подробных моделирований меньших объёмов Вселенной, благодаря чему статья, в которой описаны результаты «Милленниума», получила более 2000 цитирований.